# François de Mandeville
Pour les articles homonymes, voir Mandeville.
François de Mandeville aussi connu sous le nom de sieur de Marigny est un commerçant et officier en Louisiane.

## Biographie
François Philippe du Hautmesnil de Marigny de Mandeville est le septième des treize enfants de Jean-Vincent Philippe de Hautmesnil (Hautmesnyl) de Marigny, originaire de Bayeux en France, il est baptisé le 10 octobre 1682 à Montréal. 
Mandeville commande sa propre compagnie à l'île Dauphine (Dauphin Island dans l'Alabama actuel), à Mobile où une concession porte encore son nom, et à La Nouvelle-Orléans. Il épouse Madeleine Le Maire à Paris en 1720, avec qui il a un fils, Antoine (1722–1779). Il a également une fille illégitime de sang métis. En 1727, Mandeville est nommé au poste prestigieux de major de place à La Nouvelle-Orléans. 
Il meurt le 24 octobre 1728 à La Nouvelle-Orléans.

## Source
- Dictionnaire biographique du Canada, Université Laval, entrée Philippe du Hautmesnil de Marigny de Mandeville.